# 허백당집
《허백당집》(虛白堂集)은 성현의 문집이다.

## 소개
조선 초기의 문신 성현(成俔)의 시문집 《허백당집》은 시집 14권, 보집 5권, 〈풍아록〉(風雅錄) 2권, 습유 1권, 문집 14권, 합 36권 8책의 방대한 분량이다. 
중종조에, 당대의 문사들의 글이 사장되는 것에 대한 안타까움으로 가문에서 소장하고 있던 그들의 글을 모아 관찬(官撰)으로 문집을 간행한다. 그때 간행되었을 것으로 짐작되는 《허백당집》은 이후 소실과 중간을 반복하며 비서장본 등으로 이어지다가 성균관대학교 대동문화연구원에서 《이조명현집》(李朝名賢集) 2집에 《부휴자담론》(浮休子談論)과 함께 영인하였다. 
한국문학사에서 이색(李穡), 권근(權近), 서거정(徐居正) 등의 맥락을 계승했다는 평가를 받는 성현은 조선 전기의 대표적인 관료층 문인이다. 개국 초 문인들이 건국 사업에 주력했던 데 반해 그는 문학적 역량을 정치적·사회적 효용을 추구하는 데 기울였다. 그 실천적인 방법으로 내세운 것이 ‘질서관의 확립’인데 이는 ＜사물은 함부로 합칠 수 없음을 논함＞(物不可而苟合論)에서는 신분적 질서관을, ＜악학궤범서＞(樂學軌範序)에서는 예약에 의한 질서관을 강조한 것을 통해서도 잘 알 수 있다. 또한 한편으로 ‘화(和)’라는 질서 속에 독자적 다양성과 개성을 강조했다.
성현의 문학은 다채롭고 풍부하다. 1천여 수에 달하는 시 작품 중 가장 주목되는 것은 애민시(愛民詩)다. 중심이 되는 관료 문학 가운데 단연 돋보인다. 아울러 국속시(國俗詩)는 최치원(崔致遠), 이색의 뒤를 잇는 맥락에서 의미를 지닌다. 《허백당집》에 함께 수록된 〈풍아록〉은 본래는 별도로 편집된 악부시집이었다. 창작의 예를 보이기 위해 지었다고 전하는 〈풍아록〉은 유자광(柳子光)과 함께 《악학궤범》(樂學軌範)을 편찬하기도 했던 성현이 음악에 대단한 조예가 있음을 알 수 있는 대목이기도 하다. 이 밖에도 자전(自傳) 〈부휴자전〉(浮休子傳)을 비롯한 성현의 다양한 문학 세계를 살펴볼 수 있다.

## 참고 문헌
- 본 문서에는 지식을만드는지식에서 CC-BY-SA 3.0으로 배포한 책 소개글을 기초로 작성된 내용이 포함되어 있습니다.
- 홍순선 역, 지만지, ISBN 9788962283525